# 异型柳
异型柳（学名：Salix dissa）为杨柳科柳属的植物，是中国的特有植物。分布于中国大陆的四川、云南等地，生长于海拔900米至3,000米的地区，多生长在溪流旁的开旷地以及山坡，目前尚未由人工引种栽培。

## 异名
- Salix dissa Schneid. f. angustifolia C. F. Fang
- Salix dissa Schneid. var. cereifolia (Gorz) C. F. Fang